# Craig Innes
Craig Ross Innes (New Plymouth, 10 settembre 1969) è un ex rugbista a 13 e a 15 e procuratore sportivo neozelandese; militante nella provincia di Auckland, che rappresentò anche a livello professionistico in Super Rugby negli Auckland Blues, ebbe una parentesi di cinque anni nel rugby a 13 in Gran Bretagna e, a seguire, Australia. Dalla fine dell'attività agonistica dirige un'agenzia di rappresentanza degli interessi economici dei giocatori di entrambe le varianti della disciplina.

## Biografia
Nativo di New Plymouth, Innes crebbe ad Auckland, dove percorse tutti i gradini della carriera rugbistica giovanile: dapprima rappresentante dell'Isola del Nord Under-16, poi nella Nuova Zelanda Under-17 e nell'Under-19 e, durante l'ultimo anno di scuola, entrò nelle giovanili della provincia di Auckland.
Debuttò negli All Blacks a fine 1989 a Cardiff contro il Galles e fu regolare in Nazionale nel biennio successivo, prendendo anche parte alla Coppa del Mondo di rugby 1991 in cui la Nuova Zelanda si classificò terza.
Alla fine della competizione lasciò il rugby a 15 per diventare professionista nel 13, ingaggiato dalla squadra britannica dei Leeds Rhinos con cui giunse, nel 1994 e nel 1995, a due finali consecutive di Challenge Cup.
Nel 1995 si trasferì in Australia nei Western Reds di Perth e l'anno successivo fu a Sydney nel Manly-Warringah, con cui si aggiudicò quell'edizione dell'Australian Rugby League marcando anche la meta di apertura dell'incontro di finale.
Dopo un'ulteriore stagione, e una guerra tra Leghe rugbistiche in Australia, Inness tornò al rugby a 15 e fu ingaggiato dagli Auckland Blues, franchise professionistica della provincia di Auckland, con cui disputò i Super 12 dal 1998 al 2000; terminò la carriera nel 2001 per dedicarsi alla gestione dei contratti sportivi, in particolare dei rugbisti.
Nella vita privata è sposato dal 2001 con l'ex modella Sara Tetro, a sua volta proprietaria e direttrice di un'agenzia di moda e conduttrice del reality show New Zealand's Next Top Model.
La coppia ha due figlie.

## Palmarès
- Australian Rugby League: 1
Manly-Warringah: 1996